# Maddy Evans
Madlyn Whitney Evans (* 21. April 1991 in Philadelphia, Pennsylvania) ist eine ehemalige US-amerikanische Fußballspielerin.

## Karriere
Evans begann ihre Karriere im Jahr 2010 beim W-League-Teilnehmer Hudson Valley Quickstrike Lady Blues. Anfang 2013 wurde sie beim College-Draft zur neugegründeten National Women’s Soccer League in der vierten Runde an Position 29 von der Franchise der Boston Breakers verpflichtet. Ihr Ligadebüt gab Evans dort am 1. Juni 2013 gegen den Sky Blue FC.
Nach drei Jahren in Boston wurde sie zur Saison 2016 vom Liganeuling Orlando Pride verpflichtet, ehe sie Ende 2016 leihweise für einige Monate zum australischen Erstligisten Brisbane Roar wechselte. Am 12. August 2017 absolvierte sie ihr 28. und letztes Ligaspiel für Orlando und beendete anschließend im Alter von 26 Jahren aus beruflichen Gründen ihre aktive Karriere.